# Fundulopanchax marmoratus
Fundulopanchax marmoratus är en fiskart som först beskrevs av Radda, 1973.  Fundulopanchax marmoratus ingår i släktet Fundulopanchax och familjen Nothobranchiidae. IUCN kategoriserar arten globalt som starkt hotad. Inga underarter finns listade i Catalogue of Life.